# Marssymbol
Das Marssymbol ♂ ist ein Symbol, das den Gott Mars repräsentiert. Es wird als runder Schild gedeutet, hinter dem ein Speer herausragt.

## Verwendung (Übersicht)
Das Symbol steht
- in der Astronomie und Astrologie für den Planeten Mars und ist damit eines der astronomischen Symbole
- in der klassischen Mythologie für den griechischen Kriegsgott Ares und den entsprechenden römischen Gott Mars
- in der Biologie für das männliche Geschlecht
- in der Gesellschaft als Gender-Symbol für Männlichkeit und Mann sowie – gelegentlich ergänzt durch eine von dem Kreis umschlossene, geballte Faust – für Männerbewegung und Maskulinismus (Maskulismus)
- in der Alchemie für das Planetenmetall Eisen, das dem Mars zugeordnet ist
- in mittelalterlichen und barocken Dokumenten (etwa Tagebüchern) für den Dienstag (lateinisch dies Martis ‚Tag des Mars‘)
- in der Topographie wurde in alten topographischen Karten das Marssymbol für Eisenerzbergbau verwendet.

In der Heraldik findet sich das Marssymbol gelegentlich als gemeine Figur, speziell in Skandinavien. Zumeist weist es in seiner Eigenschaft als alchemisches Symbol für Eisen auf Eisenerzbergbau oder Eisenverarbeitung hin.

Wappen von Karlskoga (Schweden)
Logo der Volvo Car Corporation
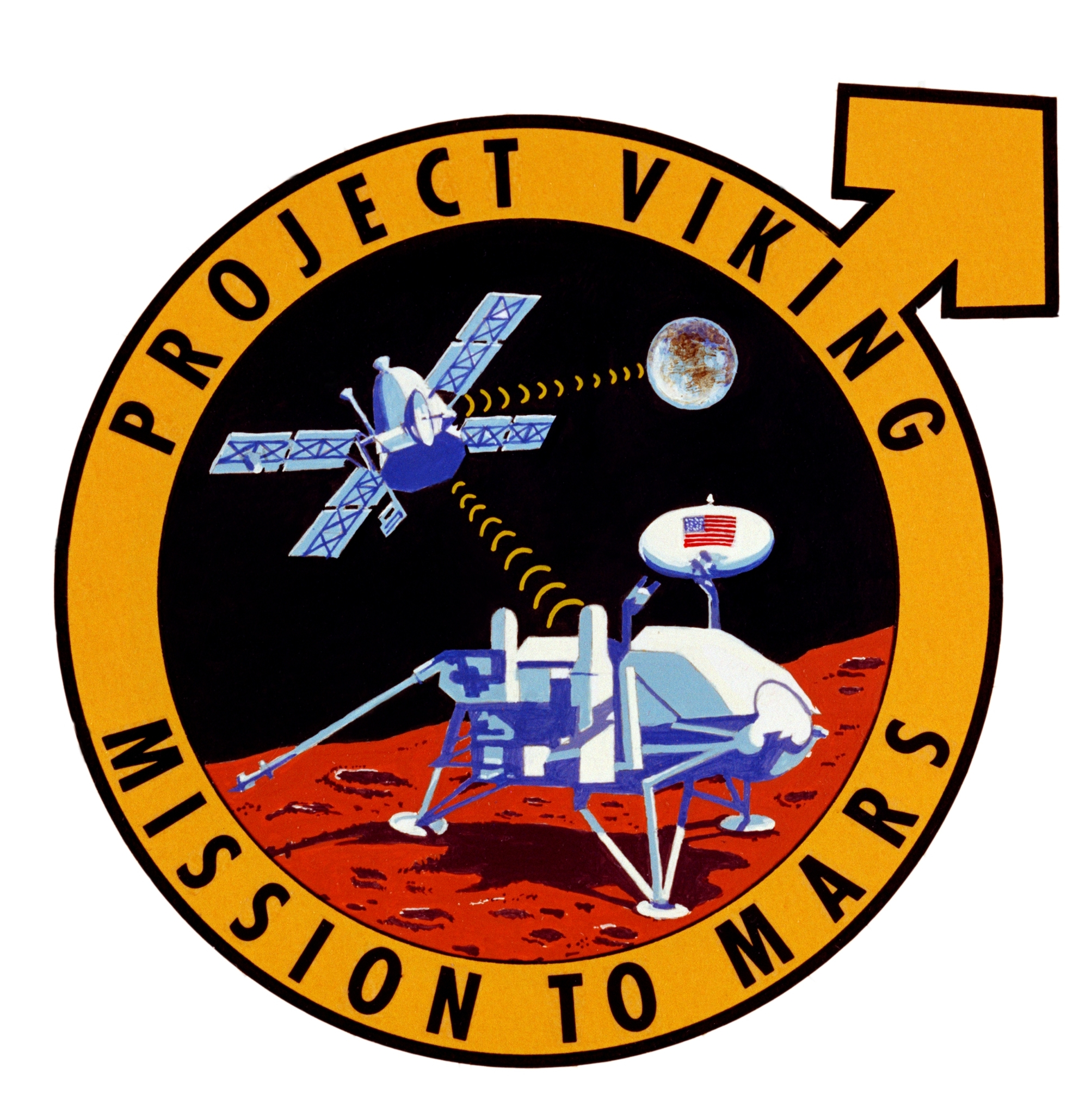
Symbol des Viking-Programms der NASA